# Да Эфижения, Энрике Эваришту
Энрике Эваришту да Эфижения (порт. Henrique Evaristo da Efigénia; 30 августа 1937, Ольян — 7 июля 2021, Албуфейра), более известный как Рейна (порт. Reina) — португальский футболист, игравший на позициях защитника и полузащитника.

## Биография
Родился в августе 1937 года в Ольяне. Отец — Антониу да Эфижения, мать — Мария Аделина. В молодости обучался в рыболовной школе в Тавиру, но в итоге выбрал футбольную карьеру. В сезоне 1954/55 присоединился к молодёжной команде «Ольяненсе», а в следующем сезоне дебютировал за первую команду во второй лиге.
В составе «Ольяненсе» выступал на протяжении 20 лет и был капитаном команды, в общей сложности сыграл более 600 официальных матчей. В первой португальской лиге сыграл 103 матча и забил один гол. В конце карьеры также выступал за «Куартейренше» и «Маритиму» из Ольяна.
Завершив игровую карьеру, Рейна в разное время был помощником тренера в «Ольяненсе». Его сыновья, Луиш и Жуан, тоже стали футболистами.
Умер 7 июля 2021 года в возрасте 83 лет.